# Наушники
Нау́шники, головны́е телефо́ны — два телефона с оголовьем, предназначенные для подключения к радиоэлектронным аппаратам. Наушники представляют собой пару небольших по размеру головных телефонов или блока наушников, надеваемых на голову или вставляемых прямо в ушные каналы. Наушники часто применяются в быту и в профессиональной деятельности для речевой связи и прослушивания музыки и речи, для компьютерных игр, когда необходима мобильность или звукоизоляция от окружающего пространства. Наушники с прикреплённым к ним микрофоном образуют «головную гарнитуру». Иногда в профессиональной деятельности вместо пары используется один отдельный наушник, он называется «монитор».
В технической литературе вместо слова «наушники» традиционно используется термин «головные телефоны» ({{lang-en|headphones (head — голова + phone — телефон). Название же «телефон» (др.-греч. τῆλε — «далеко» и φωνή — «голос», «звук») впервые применил Филипп Рейс в 1861 году.

## История
Наушники возникли из-за необходимости освободить руки человека при работе с телефоном. С этой целью создавались разные устройства.
В 1880 годы во Франции был представлен проект театрофона Клементом Адером, а в 1890-е театрофон заработал, через стеротелефон велись трансляции театральных и оперных постановок. Подписчики услуги могли слушать выступление через пару массивных головных телефонов, которые приходилось держать руками, позже их соединили внизу длинным стержнем, театрофон позже появился и в Великобритании под названием электрофон.
В 1891 году французский инженер Эрнест Меркадье запатентовал набор наушников-вкладышей и получил патент США № 454138 за «усовершенствования в телефонных приёмниках… которые должны быть достаточно лёгкими, чтобы их можно было носить на голове оператора».
Первые по-настоящему успешные наушники были разработаны в 1910 году Натаниэлем Болдуином, который сделал их вручную на своей кухне и продал их в ВМС США. Наушниками пользовались телефонные операторы, радисты, радиолюбители и обычные радиослушатели.
- разговор по телефону 1880 год
- стереотелефон Клемента Адера, через который можно было позже слушать театральные пьесы в Париже изобретён в 1880 году
- театрофон 1884 год
- телефон 1889 года напоминает наушники
- телефон с трубкой 1889 года, дизайн напоминает наушники
- Эрнест Меркадье в своих наушниках 1891 год
- наушники Сименс 1893 года
- Демонстрация фонографа (1896), Новосибирск, люди слушают запись через слуховые трубки — предшественник электрических наушников
- телефонный оператор в наушниках 1898 год
- Французская школа в 2000 году, рисунок 1901 года
- телефонистка с наушниками с микрофоном 1911 год
- наушники 1909 год
- Электромагнитные наушники 1920-х гг.
- лётчик в шлемофоне с наушниками и микрофоном 1918 год
- люди слушают радиоприёмник в наушниках 1920 год
- мужчина слушает музыку в наушниках 1920-е годы

## Классификация наушников

### По назначению
- для аппаратуры связи — высокое качество звуковоспроизведения не требуется, главные требования — надёжность, достаточная громкость и шумозащищённость.
- мониторные (студийные) — этот тип обеспечивает наиболее высокое и сбалансированное по частотам качество звука; наушники предназначаются для работы в студиях звукозаписи. Чтобы звукорежиссёр мог слышать мелкие дефекты записи, мониторные наушники имеют очень высокую детализацию звука, особенно в высоких частотах, что однако, ограничивает их применение в бытовых условиях, поскольку некоторые любители музыки считают такую детализацию (выявляющую все посторонние и фоновые шумы, потрескивания микрофонов и т. п.) излишней и неприятной, в особенности для старых и концертных записей;
- потребительские — предназначены для непрофессионального использования; имеют невысокую стоимость. Такие наушники могут иметь неравномерную АЧХ, выделяя, например, низкие частоты или средние частоты. В таких наушниках также большее внимание уделяется дизайну.

### По способу передачи сигнала
- проводные — соединяются с источником проводом; провод при этом может служить в качестве антенны при работе с портативными FM-радиоприёмниками и с мобильными телефонами при реализации в них функции радиоприёмника;
- беспроводные — получают сигнал от источника беспроводным способом посредством радиоволн (в том числе Bluetooth и пр.) или, реже, посредством инфракрасного излучения, они позволяют свободно перемещаться в зоне действия сигнала.

### По количеству каналов
- монофонические — общий сигнал на звукоизлучатели (или один звукоизлучатель) передаётся по одному каналу;
- стереофонические (наиболее распространённый тип) — на каждый из двух звукоизлучателей передаётся свой сигнал по отдельному каналу;
- многоканальные — имеют более одного звукоизлучателя для каждого уха, с отдельным каналом для каждого излучателя, что позволяет лучше имитировать объёмное звучание или разделять каналы по частотным характеристикам.

### По типу конструкции (виду)
- внутриканальные (обиходное название — «затычки», «капельки», «вакуумки», «бочки», «беруши») — вставляются в ушной канал, также известные как внутриканальные мониторы (in-ear monitors — IEMs) — это небольшие наушники с аналогичной для наушников-вкладышей компактностью, которые полностью или частично вставляются в ушной канал. Это высококачественные наушники, которые используются инженерами-акустиками и музыкантами, а также аудиофилами. Внешние корпуса наушников-вкладышей изготовляются из различных материалов, таких как пластик, алюминий, керамика и металлические сплавы. Поскольку наушники-вкладыши взаимодействуют с ушным каналом, они могут быть склонны к выскальзыванию, кроме того, они блокируют большую часть шума окружающей среды, обеспечивая хорошую пассивную шумоизоляцию. Но иногда это может быть проблемой, когда звук является необходимой подсказкой для безопасности, например, при ходьбе, вождении, катании или движении в транспортном потоке. Внутриканальные наушники могут быть сделаны по индивидуальному заказу, в которых используют отливки наружного слухового прохода для того, чтобы обеспечить дополнительный комфорт и шумоизоляцию;
- вставные (обиходное название — «вкладыши», «пуговки») — вставляются в ушную раковину. Это маленькие наушники, которые размещаются непосредственно во внешнем ухе, но не вставляются в ушной канал. Наушники-вкладыши компактны, но не всегда удобны, так как многие считают, что они легко выпадают из уха пользователя. Кроме того, они практически лишены акустической изоляции и не препятствуют проникновению окружающего шума, для компенсации которого пользователи могут увеличивать громкость до опасно высокой, рискуя вызвать нарушение слуха. С другой стороны, они позволяют пользователю лучше слышать окружающие звуки. С первых дней использования транзисторного радио, персональные музыкальные устройства обычно комплектуются подобными наушниками. Иногда они продаются с амбушюрами из резины или пеноматериала для комфорта;

- Смешанные поворотные — данный тип объединяет преимущества наушников-вкладышей и внутриканальных наушников без недостатков, присущих обоим видам. Смешанные поворотные наушники надёжно удерживаются в ухе во время ношения, при этом их положение может быть легко изменено простым движением пользователя из внутриканального положения «качество» в положение «комфорт», когда динамик располагается в ушной раковине и не препятствует мониторингу окружающих звуков, и обратно. Такие наушники позволяют, в зависимости от ситуации и желания пользователя, использовать пассивное шумоподавление в режиме «качество» (разговор или активное прослушивание музыки) или контролировать происходящее вокруг пользователя при режиме «комфорт» (при неиспользовании или при фоновом прослушивании голоса и музыки)[7]
- накладные, околоушные — накладываются на ухо;
- полноразмерные — накладываются на голову, полностью закрывая ухо. Таковые, в свою очередь, делятся на наушники:
  - открытого типа — наушники пропускают внешние звуки через специальные широкие отверстия. Многие слушатели отмечают звук открытых наушников как более естественный, с широкой звуковой сценой, и менее утомительный по сравнению со звуком закрытых наушников. Однако, в сравнении с наушниками закрытого типа, открытые наушники не обеспечивают хорошей звукоизоляции и, как правило, слабее воспроизводят низкие частоты;
  - закрытого типа — чаши наушников не имеют внешних отверстий. За счёт этого наушники не пропускают внешние шумы и обеспечивают максимальную звукоизоляцию, что позволяет использовать их в шумных условиях, а также в тех случаях, когда необходимо полностью сосредоточиться на прослушивании или прослушать конфиденциальную информацию. При высоком качестве звука, основные недостатки закрытых наушников заключаются в высокой утомляемости слуха и дискомфорте для головы в силу отсутствия циркуляции воздуха из-за плотного прилегания амбушюров (при плохом же прилегании амбушюров ухудшается воспроизведение низких частот) и, как правило, большего давления на голову, чем у открытых наушников;
  - полуоткрытого типа (или полузакрытого типа) — открытые наушники, но лишь с небольшими по размеру внешними отверстиями, призванные объединить в себе достоинства наушников закрытого и открытого типа.

### По типу крепления
- с оголовьем — наушники с вертикальной дужкой, соединяющей их чашки;
- с затылочной дужкой — дужка соединяет две части наушников, но располагается на затылке; основная тяжесть наушников при этом ложится на уши;
- с креплением на ушах — обычно наушники такого типа крепятся за ушную раковину с помощью заушин или клипс;
- без креплений — наушники-вкладыши или внутриканальные наушники зачастую не имеют креплений.

### По способу подключения кабеля
- двусторонние — соединительный кабель подводится к каждой из чашек наушников;
- односторонние — соединительный кабель подводится только к одной из чашек наушников, вторая подключается отводом провода от первой, зачастую провод спрятан в дужке.

### По конструкции излучателя
- Электромагнитные — звук создают колебания тонкой стальной мембраны, находящейся в поле электромагнита, в обмотку которого подается ток звуковой частоты. Один из первых видов звукоизлучателя. Качество звуковоспроизведения очень далеко от «высокой верности», однако конструкция проста и надёжна. Применялись широко до 1960—1970-х годов, позже сохранились только в аппаратуре связи и некоторых специальных применениях;
- пьезоэлектрические — с излучателями в виде тонкой пластины из пьезокерамики. Не обеспечивают высокого качества звука, зато имеют очень большое электрическое сопротивление, поэтому широко использовались, например, с детекторными приёмниками, где это является важным преимуществом[8][9][10];
- динамические — используют электродинамический принцип преобразования. Самый распространённый тип наушников. Конструктивно наушник представляет собой излучатель (диафрагму), к которой прикреплена катушка с проводом, находящаяся в магнитном поле постоянного магнита. Если через неё пропустить переменный ток, то он станет взаимодействовать с магнитным полем постоянного магнита, в результате чего диафрагма будет колебаться в соответствии с формой электрического сигнала звуковой частоты. С точки зрения высококачественного звучания, электродинамический способ преобразования сигнала имеет ряд недостатков, но постоянно совершенствующаяся конструкция таких наушников и новые материалы позволяют достигать высокого качества звука;
- с уравновешенным якорем — основной деталью является П-образный якорь из ферромагнитного сплава. В разговорной речи такие наушники часто называют «армату́рными» из-за созвучия английского слова «armature» («якорь») с русским словом «арматура»;
- электростатические — используют тончайшую мембрану, расположенную между двумя электродами. Стоимость таких наушников обычно очень высока, однако они демонстрируют и очень высокую чувствительность и высочайшую верность воспроизводимого звука. Недостаток — их нельзя напрямую подключить к стандартному разъёму для наушников, поэтому к ним в комплекте прилагается специальная док-станция;
- планарные, или магнитопланарные[11] — содержат тонкую плёночную мембрану с нанесёнными на неё металлическими токопроводящими дорожками, заключённую в решётку из стержневых магнитов и колеблющуюся между ними (Излучатель Хейла). Отличаются высочайшей детальностью звучания. По форме мембраны такие наушники делятся на:
  - изодинамические — с постоянными магнитами стержневой формы;
  - ортодинамические — с плоскоцилиндрическими постоянными магнитами; чуть более компактные, чем изодинамические.

### По сопротивлению
- низкоомные — с сопротивлением до 100 Ом. Для портативной техники рекомендуются наушники с сопротивлением от 8 до 32 Ом, максимум до 50 Ом, поскольку при большем сопротивлении портативные устройства не смогут обеспечить достаточную громкость звука без дополнительного усилителя;
- высокоомные — с сопротивлением более 100 Ом. Такие наушники как правило требуют отдельного усилителя мощности. Применительно к старой радиоаппаратуре высокоомными считались наушники с сопротивлением порядка нескольких килоом и выше, которые можно подключать к маломощным каскадам, не перегружая источник сигнала.

### По типу соединительных разъемов
- Обычная двухполюсная вилка или пара одиночных штекеров — самый распространенный разъем для монофонических наушников, широко применявшийся до 1960—1970-х годов;
- Jack (6,3 мм);
- Mini-jack (3,5 мм);
- Micro-jack (2,5 мм);
- DIN, ОНЦ-ВН (в настоящее время устарели);
- РПВ-1, ШП-4 и др. (имеют специфическое применение или устарели);
- USB (используются в наушниках некоторых новых моделей, имеют встроенный ЦАП);
- Lightning используется в моделях iPhone 7, iPhone 7 Plus, iPhone 8, iPhone 8 Plus, iPhone X, iPhone Xs, iPhone Xs Max, iPhone Xr, iPhone 11, iPhone 11 Pro;
- в связной и другой специальной аппаратуре применяются и другие виды соединений.

## Беспроводные наушники
Беспроводные наушники получают сигнал от источника беспроводным способом, посредством радиоволн (в том числе блютус (Bluetooth) и пр.) или, реже, посредством инфракрасного излучения. Подобные наушники позволяют свободно перемещаться в зоне действия сигнала.
Первый прототип беспроводных наушников был разработан компанией «John C. Koss Corporation» в 1958 году, в которых передача звука осуществлялась посредством радиочастотной связи, но из-за неудобства использования образец не обрёл популярность. В 1982 году Sony представила новый вариант беспроводных наушников, в которых передача звука происходила с помощью ИК-луча, однако наушники имели ограниченный диапазон действия и не могли использоваться на открытом воздухе. В 1990-е годы компания Recoton разработала гарнитуру, которая могла работать на расстоянии до 45 м, но для передачи звука использовалась частота 900 МГц, которую правительство Великобритании забронировало для передачи военных сообщений: это привело к снятию наушников с производства.
Сигнал может быть цифровым или аналоговым. Аналоговый канал: в настоящий момент технология радиопередатчика DECT (RF), также инфракрасный приемопередатчик — уже не используется, на смену пришла технология Bluetooth.
В 2000 году компания Ericsson выпустила первые наушники, действие которых было основано на технологии Bluetooth: именно они могли использоваться на открытом воздухе. В 2015 году вышли первые наушники Onkyo W800BT, сидевшие плотно в ухе и имевшие неплохой звук, но небольшой запас энергии для работы: вслед за ними появились и Apple AirPods.
Как правило, беспроводные наушники обеспечивают менее высокое качество звука, нежели проводные наушники той же стоимости, в силу необходимости сравнительно дорогостоящих устройств для приёма-передачи (и, в случае цифровой передачи данных, ещё кодирования-декодирования) сигнала — даже самый совершенный кодек не способен передавать звук без потери качества.
Типы наушников с технологией Bluetooth имеют небольшую компьютерную микросхему: она позволяет подключаться к устройству, с которого вы слушаете музыку. Единственное отличие от проводных гарнитур в том, что здесь не придется путаться в проводах и, зачастую, более удобны в тренажерном зале, на прогулках, при беге.
При этом, Bluetooth наушники проигрывают по качеству звучания моделям, принимающим аудиосигнал по Wi-Fi каналу, потому что технология «блютус» предполагает предварительное сжатие данных (из-за этого также присутствует задержка — отставание звука от изображения, которое можно заметить при просмотре видео). Сейчас эти недостатки, с уходом от стандарта Bluetooth 1.2 и с развитием технологий передачи, нивелируются.
- aptX[англ.] (apt stands for audio processing technology) — семейство проприетарных алгоритмов сжатия аудиокодеков, принадлежащих Qualcomm, с упором на беспроводные (Блютус) аудиоприложения.
- WiSA[англ.] — аппаратный и программный стандарт для беспроводной передачи цифрового звука от источника звука к приёмнику. Стандарт основан на технологии корпорации WiSA Technologies. Стандарт продвигает Ассоциация беспроводных динамиков и аудио (WiSA Association), в которую входят производители бытовой электроники, розничные продавцы и технологические компании. Обеспечивает высокое качество звука (до 24 бит / 96 кГц).

Беспроводные наушники отличаются по своей конструкции от проводных. Беспроводные наушники делятся по конструкции на:
- Внутриканальные наушники или вкладыши — соединенные между собой проводом или шейным ободом. Яркий представитель таких наушников Sennheiser IE 80 S BT. Конструкция с каждым годом теряет свою актуальность, из-за более практичных и удобных TWS наушников.
- TWS-наушники (true wireless stereo, «по-настоящему беспроводные стерео») — беспроводные внутриканальные наушники (вакуумные) или беспроводные вкладыши (вставные), полностью без проводов. Яркий представитель таких наушников модель Apple Airpods, или Samsung Live Buds.
- Накладные или полноразмерные наушники — аналог проводных полноразмерных или накладных наушников, только с беспроводным подключением.

## Технические характеристики
Основные технические характеристики наушников: диапазон частот, чувствительность, импеданс, максимальная мощность и уровень искажений в процентном соотношении.
Диапазон частот
Эта характеристика влияет на качество звучания. Среднее значение частотной характеристики для высококачественного воспроизведения звука 18 Гц — 20 кГц. Отдельные профессиональные наушники имеют частотный интервал от 5 Гц до 60 кГц. Наиболее широкий заявленный частотный диапазон у некоторых моделей достигает 3 Гц — 120 кГц. Для студийной работы используют наушники с максимально линейной АЧХ (следовательно, с более точной передачей звука). Характеристика связана и с диаметром мембраны: наушники с бо́льшим диаметром мембраны при прочих равных условиях имеют повышенное качество звучания. В наушниках для аппаратуры связи диапазон может быть значительно уже — примерно от 100 до 3000 Гц — что достаточно для воспроизведения речи.
Чувствительность
Чувствительность влияет на громкость звука в наушниках. Обычно наушники обеспечивают чувствительность не менее 100 дБ, при меньшей чувствительности звук может быть слишком тихим (особенно при использовании с портативными устройствами). На чувствительность влияет материал магнитного сердечника, применяемого в наушниках (например, наилучшие показатели у неодимовых сердечников). У наушников-вкладышей с малым диаметром мембраны магниты маломощные.
импеданс (электрическое сопротивление)
Большинство современных наушников для качественного звуковоспроизведения имеют импеданс 8—30 Ом. Более высокоомные наушники требуют источника звукового сигнала с более высоким выходным напряжением, и поэтому могут не развивать максимальную мощность при работе с портативными устройствами с низковольтным питанием (плееры, сотовые телефоны). Электромагнитные наушники прежних лет обычно имели импеданс 50-100 Ом или 3-4 кОм (а пьезоэлектрические — на порядки больше); наушники с сопротивлением от нескольких килоом можно было непосредственно подключать к ламповым или маломощным транзисторным усилителям без согласующего трансформатора, или прямо к детектору простейшего приёмника.
Максимальная мощность
Максимальная (паспортная) входная мощность обуславливает громкость звучания. Измеряется в ваттах.
Уровень искажений
Уровень искажений в наушниках измеряется в процентах. Чем меньше этот процент, тем лучше качество звучания. В полосе частот от 100 Гц до 2 кГц приемлемый уровень искажений — менее 1 %, тогда как для частот ниже 100 Гц допустимо 10 %.

## Опасности, связанные с наушниками
Длительное использование наушников на высокой громкости грозит потерей слуха. Неравномерность амплитудно-частотной характеристики (АЧХ) и присутствие резонансных частот отрицательно действует на органы слуха, так как слушатель настраивает громкость, воспринимая основной спектр частот и пренебрегая резонансными. Также в наушниках каждое ухо воспринимает звуки, идущие исключительно от излучателя, предназначенного для этого уха, что приводит к несколько иному звучанию и, возможно, — к повышенной утомляемости. На утомляемость также может влиять физический дискомфорт, вызываемый наушниками.
Также существует опасность пропустить важный звуковой сигнал из-за наушников, например, при движении по дороге — как водителями (поэтому во многих странах вводятся ограничения на использование наушников водителями автотранспорта), так и пешеходами, что может стать причиной дорожно-транспортного происшествия.
Система активного шумоподавления в наушниках может вызывать головные боли. Стоит приобретать только проверенные наушники от проверенных производителей, в противном случае может пострадать здоровье. У некоторых людей бывают головные боли и с проверенными моделями, когда у большинства, с такими моделями нет никаких проблем. Это особенности технологии AHC.